# Jakub Ciecierski
Jakub Ciecierski herbu Rawicz – stolnik drohicki w latach 1783–1793, podczaszy drohicki w latach 1775–1783, podstoli drohicki w latach 1766–1775, miecznik drohicki w latach 1756–1766, konsyliarz ziemi drohickiej w konfederacji targowickiej, członek konfederacji radomskiej w 1767 roku.